# Villers-le-Sec (Aisne)
Villers-le-Sec – miejscowość i gmina we Francji, w regionie Hauts-de-France, w departamencie Aisne.
Według danych na styczeń 2014 roku gminę zamieszkiwało 290 osób, a gęstość zaludnienia wynosiła 26,9 osób/km².